# Philadelphia Naval Shipyard

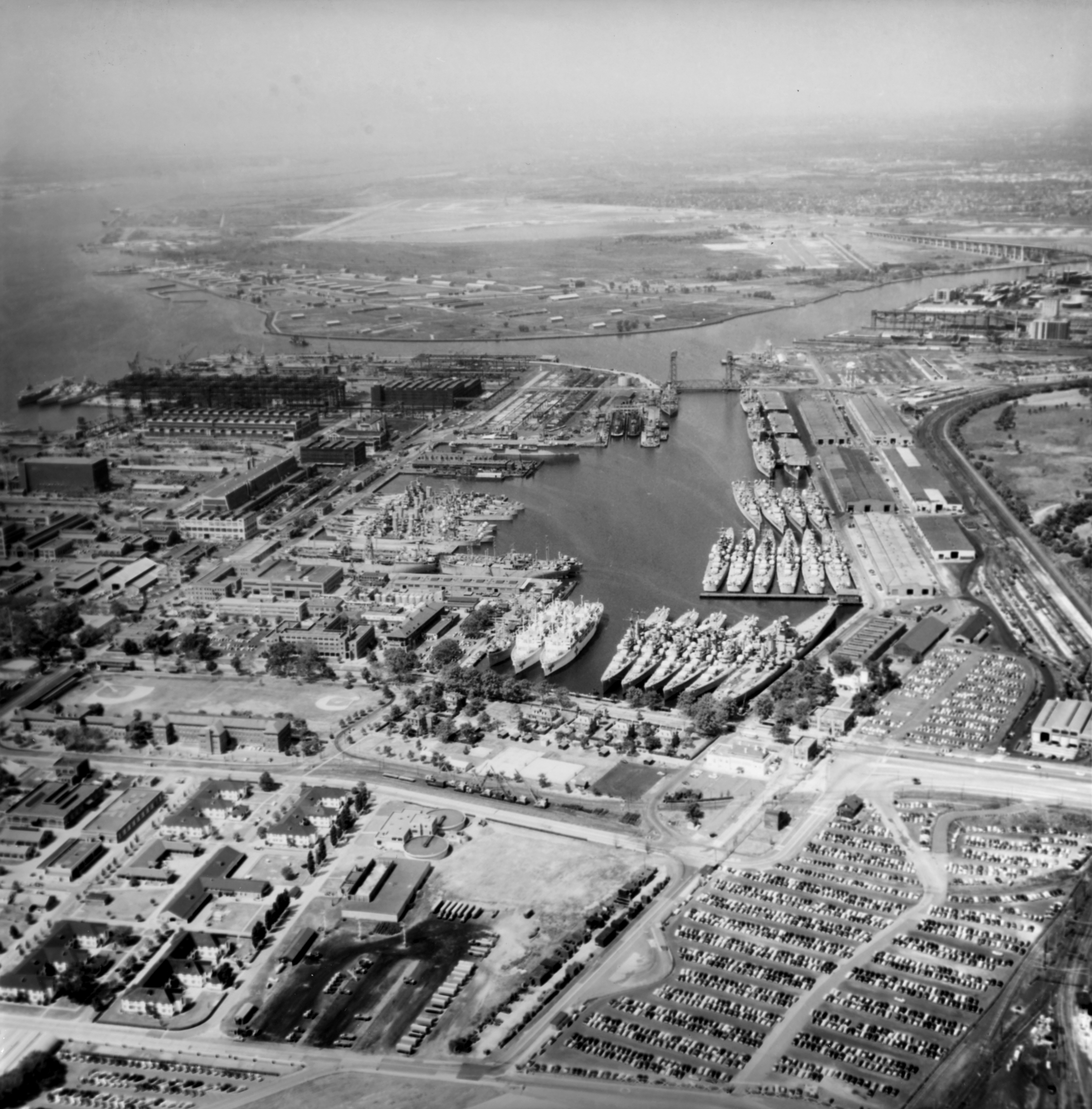
Vista aérea do estaleiro Philadelphia Naval Shipyard (1955).

Philadelphia Naval Shipyard também conhecido como Philadelphia Naval Business Center foi o primeiro estaleiro naval dos Estados Unidos.

## História
O estaleiro tem suas origens em uma instalação localizada na rua Front Street na cidade de Filadélfia junto ao rio Delaware. Fundada em 1776, tornou-se uma base naval da Marinha dos Estados Unidos em 1801.
Em 1995 a área passou para a iniciativa privada.

## Navios construídos no estaleiro

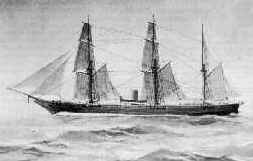
USS Wyoming, Marinha dos Estados Unidos, (1859).

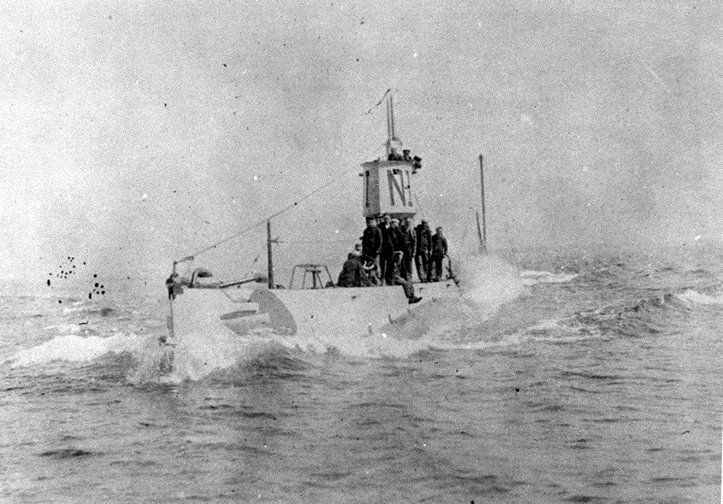
USS N-1 (SS-53), Marinha dos Estados Unidos, (1915).

O estaleiro foi responsável pela construção de centenas de navios que atuaram na Guerra de Secessão, Primeira Guerra Mundial e Segunda Guerra Mundial entre operações, abaixo estão listados algumas desta embarcações.
- USS Franklin (1815) (Navio de linha) primeiro navio a ser construído no estaleiro (1815) [3]
- USS Pennsylvania (1837) (Navio de linha)
- USS Philadelphia (CL-41) (cruzador)
- USS Antietam (CV-36) (porta-aviões)
- USS Princeton (CV-37) (porta-aviões)
- USS Valley Forge (CV-45) (porta-aviões)
- USS Bang (SS-385) (submarino)
- USS Blue Ridge (LCC-19) (navio de comando) último navio a ser construído (1970) [4]